# Paradidactylia haafi
Paradidactylia haafi är en skalbaggsart som beskrevs av Rudolph Petrovitz 1961. Paradidactylia haafi ingår i släktet Paradidactylia och familjen Aphodiidae. Inga underarter finns listade i Catalogue of Life.